# Sweetlake Bulldogs
De Sweetlake Bulldogs is een inline skater hockeyclub uit Zoetermeer. De ploeg speelt in de ISHN (Inline Skater Hockey Nederland), de eerste klasse inline skater hockey in Nederland. De club begon met rolhockey in 1972, maar is in 2008 overgestapt naar het inline skater hockey.

## Geschiedenis
De Sweetlake Bulldogs begon in 1972 als Roller Vereniging Zoetermeer. Maar veranderde in 2010 naar Sweetlake Bulldogs, nadat de RVZ van de Gemeente Zoetermeer moest worden opgehefd. Toen werd een ênquete gehouden onder alle leden en was uiteindelijk de naam Sweetlake Bulldogs het meest populair. Hiernaast spelen ze nu ook inline skater hockey in plaats van rolhockey.

## Logo en teamkleuren

Het logo van de Sweetlake Bulldogs is sinds 22-1-2021 een bulldog met een donkerblauw contour, en gele spikes op zijn halsband.
Eerder was het een gele cirkel met een Bulldog erop, die een stick doorbijt. Verder is de tekst Sweetlake Bulldogs geschreven. Het vroegere logo was ontworpen door Wesley Bierman.